# محمود شریفیان
محمود شریفیانی استاندار پیشین زنجان است.
شریفیانی در سال ۶۹ به عنوان استاندارد زنجان منصوب شد وی همچنین سمت‌هایی مانند قاضی در قوه قضائیه، رئیس دادگاهای حقوقی، دادستان عمومی و انقلاب، رئیس دادگاه انقلاب، قاضی دیوان عالی کشور، مدیر کل بازرسی امور اقتصادی، مدیر کل بازرسی در راه ترابری، مسکن و شهرسازی، بنیاد مسکن و معاونت حقوقی گروه صنعتی
ایران خودرو و معاونت جدید بازرسی گروه صنعتی ایران خودرو را نیز داشته است.